# Cory Hightower
Cory Hightower (Flint, Míchigan, 30 de junio de 1979) es un exjugador de baloncesto estadounidense que desarrolló prácticamente toda su carrera profesional en ligas menores de su país. Con 2,03 metros de estatura, jugaba en la posición de Alero.

## Trayectoria deportiva

### Universidad
Jugó dos temporadas en el Indian Hills Community College en Iowa, en las que promedió 17,9 puntos, 4,4 rebotes y 3,6 asistencias. En 2000 fue incluido en el mejor quinteto All-American de la NJCAA.

### Profesional
Fue elegido en la quincuagésimo cuarta posición del Draft de la NBA de 2000 por San Antonio Spurs, pero sus derechos fueron traspasados a Los Angeles Lakers a cambio de dos futuras segundas rondas del draft. Pero no llegó a debutar, fichando por los Gary Steelheads de la CBA, para jugar después de forma breve en los Harlem Globetrotters, regresando posteriormente a la liga en la que jugó casi toda su carrera.
Su única salida al extranjero se produjo en 2005 cuando fichó por los Marinos de Anzoátegui de la Liga de Venezuela. Ese año fue además elegido en la quinta ronda del Draft de la NBA D-League por los New Mexico Thunderbirds, pero no llegó a jugar en la liga de desarrollo.